# 日本環境感染學會
一般社團法人日本環境感染学会（日语：／）是日本在傳染病，特別是医療現場等環境的感染控制方面的大規模及中心性学術機構。除医師、牙医、藥劑師外，會員中亦有不少護士、醫務化驗師等輔助醫護人員。
学会與日本感染症学会領域相近，不過後者不是研究環境中的感染，故更接近臨床。
学会已加盟ICD制度協議会。

## 概要
- 活動內容包括医療現場的感染控制研究、論文報告、人材培養等。[1]
- 会員数：9,487名（截至2019.12）[3]
- 理事長：小西敏郎（NTT東日本關東醫院、東京医療保健大学）

## 總會
- 每年1次[4]

## 学会雜誌（1986年創刊）
- 《環境感染》每年發行6刊（ISSN:1882-532X）（国立国会圖書館請求記號Z19-3650）[5]
- 学会總会抄錄集　每年發行1刊[6]

## 獎項
參考：
- 日本環境感染学会賞（木村賞）
  - 每年頒發不多於2項。
  - 獲獎對象在刊發論文時最好不超過45歲。
  - 獲獎者可獲得獎状及30万日圓副賞。

- 日本環境感染学会上田Award
  - 每年頒發不多於1項。
  - 獲獎對象在刊發論文時最好不超過40歲。
  - 獲獎者可獲得獎状及20万日圓副賞。

## 專科医認定
- 感染控制醫生（ICD；infection control doctor）[8]

## 入会
參考：
- 一般会員　每年9,000日圓
- 賛助会員　每年50,000日圓（一份）
  - 入会事務局　〒112-0012 東京都文京区大塚5-3-13 小石川Urban 4F 一般社團法人学会支援機構 日本環境感染学会担当

## 外部連結
- 日本環境感染学会 （页面存档备份，存于）